# تي جاي برينان
تي جاي برينان (بالإنجليزية: T. J. Brennan)‏ هو لاعب هوكي الجليد أمريكي، ولد في 3 أبريل 1989 في مورستاون ‏ في الولايات المتحدة.

## وصلات خارجية
- تي جاي برينان على موقع دوري الهوكي الوطني (الإنجليزية)
- تي جاي برينان على موقع EliteProspects.com (الإنجليزية)
- تي جاي برينان على موقع HockeyDB.com (الإنجليزية)
- تي جاي برينان على موقع Hockey-Reference.com (الإنجليزية)